# Szerb férfi kosárlabda-válogatott
A szerb férfi kosárlabda-válogatott Szerbia férfi nemzeti kosárlabda csapata, amelyet a Szerb kosárlabda-szövetség (szerbül: Košarkaški savez Srbije / Кошаркашки савез Србије) irányít. Egyszeres olimpiai ezüstérmesek (2016), kétszeres világbajnoki ezüstérmesek (2014, 2023) és kétszeres Európa-bajnoki ezüstérmesek (2009, 2017).

## Története
2006. május 21-én Montenegró népszavazáson a Szerbiától való elszakadás mellett voksolt és június 3-án független állammá vált, amely egyben azt is jelentette, hogy saját nemzeti válogatottat állít ki a nemzetközi küzdelmekre. Június 5-én Szerbia is kinyilvánította a függetlenségét és ezzel a szövetségi köztársaság megszűnt. Ez a változás azonban nem befolyásolta a 2006-os világbajnoki részvételt, ahol a két ország kosárlabdázói még egy zászló alatt szerepeltek. Szerbia önálló államként először a 2007-es Európa-bajnokságon vett részt és mindhárom csoportmérkőzését elveszítette. A 2008-as pekingi olimpiai játékokról lemaradtak, de egy évvel később a 2009-es Európa-bajnokságon bejutottak a döntőbe, amit azonban 85–63-ra elveszítettek Spanyolországgal szemben. A 2010-es világbajnokságon a csoportjukat megnyerve az elődöntőig meneteltek és végül a negyedik helyen zárták a tornát. A 2011-es és a 2013-as Európa-bajnokságon is a negyeddöntő jelentette a végállomást számukra. A 2012-es londoni olimpiai játékokra nem sikerült kijutniuk. A 2014-es világbajnokságon ismét az aranyéremért játszottak az Egyesült Államok ellen és 129–92 arányban alulmaradtak. 2015-ben ismét eljutottak az elődöntőig a kontinenstornán és végül negyedikek lettek. A 2016-os riói olimpia döntőjében ismét az Egyesült Államokkal találkoztak és szenvedtek 96–66-os vereséget. A 2017-es Európa-bajnokságon is bejutottak a döntőbe, de ezúttal is ezüstérmesek lettek. A 2019-es világbajnokságon a negyeddöntőben estek ki Argentínával szemben, így lemaradtak a 2020-as tokiói olimpiáról. A 2022-es Európa-bajnokságot a 9. helyen zárták. A 2023-as világbajnokságon az ötödik döntőjüket is elveszítették, ezúttal Németországtól kaptak ki 83–77-re. A 2024-es nyári olimpiai játékokon bejutottak az elődöntőbe, ahol egy szoros mérkőzésen maradtak alul a későbbi győztes Egyesült Államokkal szemben. A harmadik helyért rendezett mérkőzésen visszavágtak a németeknek és megszerezték a bronzérmet.

## Eredmények
| Olimpiai játékok | Olimpiai játékok                 | Olimpiai játékok                 | Olimpiai játékok                 | Olimpiai játékok                 |
| Év               | Eredmény                         | M                                | Gy                               | V                                |
| ---------------- | -------------------------------- | -------------------------------- | -------------------------------- | -------------------------------- |
| 1936-1988        | Jugoszlávia része volt           | Jugoszlávia része volt           | Jugoszlávia része volt           | Jugoszlávia része volt           |
| 1992-2004        | Szerbia és Montenegró része volt | Szerbia és Montenegró része volt | Szerbia és Montenegró része volt | Szerbia és Montenegró része volt |
| 2008             | Nem jutott be                    | Nem jutott be                    | Nem jutott be                    | Nem jutott be                    |
| 2012             | Nem jutott be                    | Nem jutott be                    | Nem jutott be                    | Nem jutott be                    |
| 2016             | Ezüst                            | 8                                | 4                                | 4                                |
| 2020             | Nem jutott be                    | Nem jutott be                    | Nem jutott be                    | Nem jutott be                    |
| 2024             | Bronz                            | 6                                | 4                                | 2                                |
| Összesen         | 2/5                              | 14                               | 8                                | 6                                |

| FIBA-világbajnokság | FIBA-világbajnokság              | FIBA-világbajnokság              | FIBA-világbajnokság              | FIBA-világbajnokság              |
| Év                  | Eredmény                         | M                                | Gy                               | V                                |
| ------------------- | -------------------------------- | -------------------------------- | -------------------------------- | -------------------------------- |
| 1950-1990           | Jugoszlávia része volt           | Jugoszlávia része volt           | Jugoszlávia része volt           | Jugoszlávia része volt           |
| 1994-2006           | Szerbia és Montenegró része volt | Szerbia és Montenegró része volt | Szerbia és Montenegró része volt | Szerbia és Montenegró része volt |
| 2010                | 4.                               | 9                                | 6                                | 3                                |
| 2014                |                                  | 9                                | 5                                | 4                                |
| 2019                | 5.                               | 8                                | 6                                | 2                                |
| 2023                |                                  | 8                                | 6                                | 2                                |
| Összesen            | 4/4                              | 34                               | 23                               | 11                               |

| Európa-bajnokság | Európa-bajnokság                 | Európa-bajnokság                 | Európa-bajnokság                 | Európa-bajnokság                 |
| Év               | Eredmény                         | M                                | Gy                               | V                                |
| ---------------- | -------------------------------- | -------------------------------- | -------------------------------- | -------------------------------- |
| 1935-1991        | Jugoszlávia része volt           | Jugoszlávia része volt           | Jugoszlávia része volt           | Jugoszlávia része volt           |
| 1993-2005        | Szerbia és Montenegró része volt | Szerbia és Montenegró része volt | Szerbia és Montenegró része volt | Szerbia és Montenegró része volt |
| 2007             | 14.                              | 3                                | 0                                | 3                                |
| 2009             |                                  | 9                                | 6                                | 3                                |
| 2011             | 8.                               | 11                               | 5                                | 6                                |
| 2013             | 7.                               | 11                               | 6                                | 5                                |
| 2015             | 4.                               | 9                                | 7                                | 2                                |
| 2017             |                                  | 9                                | 7                                | 2                                |
| 2022             | 9.                               | 6                                | 5                                | 1                                |
| Összesen         | 7/7                              | 58                               | 36                               | 22                               |